# Spider-Man (2002.)
Spider-Man je američki akcijski film iz 2002. godine. U režiji Sama Raimija, film se temelji na Marvelovom istoimenom strip junaku. Također je prvi film u trilogiji filmova o Spider-Manu. Glavnu ulogu tumači Tobey Maguire kao Peter Parker, tinejdžer koji nakon ugriza pauka dobiva pauku-slične nadljudske moći koje kao Spider-Man koristi za borbu protiv zločina. U Spider-Manu također glume Willem Dafoe, Kirsten Dunst, James Franco, Cliff Robertson i Rosemary Harris.
Nakon što je napredak filma zastao na skoro 25 godina, Columbia Pictures licencirao je film za svjetsku objavu 1999. godine, dobivši sve MGM-ove prijašnje scenarije koje su razvili Cannon Films, Carolco Pictures i New Cannon. Nakon razgledavanja svih scenarija, odlučeno je da će se raditi po dva scenarija, (drugačije scenarije napisali su James Cameron, Ted Newsom, John Brancato, Barney Cohen i Joseph Goldman), pa je tako Sony zaposlio Davida Koeppa da ih spoji u jedan scenarij po kojem će se raditi. Prije no što je Raimi zaposlen kao redatelj 2000. godine, za potencijalne redatelje bili su razmatrani Roland Emmerich, Ang Lee, Chris Columbus, Jan de Bont, M. Night Shyamalan, Tony Scott i David Fincher. Koeppov scenarij doradio je Scott Rosenberg tijekom pred produkcije te je kasnije njegovu dorađeni scenarij uredio Alvin Sargent usred produkcije. Snimanje se odvijalo u Los Angelesu i New Yorku od 8. siječnja do 30. lipnja 2001. godine.
Spider-Man premijerno je prikazan na Filipinima, 30. travnja, 2002. godine, a u Sjedinjenim Američkim Državama 3. svibnja, 2002. godine. Postao je i kritički i komercijalni uspjeh: prvi je film koji je zaradio 100 milijuna dolara u jednom vikendu te je postao najuspješniji film baziran na strip junaku. Sa zaradom od čak 821.7 milijuna dolara širom svijeta, bio je treći film s najvećom zaradom iz 2002. godine te je također bio sedmi film s najvećom zaradom ikada. Film je, računajući zaradu od prikazivanja i video izdanja zaradio ukupno zaradio 1.5 milijardi dolara. Film se natjecao na 75. dodjeli oscara za najbolje vizualne efekte i najbolji zvuk. Film je poznat kao jedan od najutjecajnijih filmova o superjunacima te se ujedno smatra jednim od najboljih filmova o superjunacima.  Zbog ogromnog uspjeha filma, izlaze i dva nastavka - Spider-Man 2 (2004.) i Spider-Man 3 (2007.).

## Radnja
Srednjoškolac Peter Parker, sramežljiv i povučen učenik živi s tetom May i ujakom Benom. Na školskom izletu, posjećuje genetski laboratorij, zajedno s najboljim prijateljem Harryjem Osbornom i simpatijom Mary Jane Watson. Tijekom fotografiranja Mary Jane, Petera ugriza tzv. "super pauk". Nakon izleta, počne osjećati jaku nelagodu pa se onesvijesti kod kuće. U međuvremenu, Harryjev otac, dobro poznati znanstvenik Norman Osborn, milijarder i vlasnik kompanije Oscorp, pokušava sklopiti važan vojnički ugovor. Kako vrijeme izmiče, na sebi testira opasnu i nestabilnu kemikaliju koja povećava performanse čovjeka. Nakon samoprimjene kemikalije, postane lud te ubija pomoćnika, doktora Stromma.
Idućeg jutra, Peter spozna da više nije kratkovidan te da mu se povećala mišićna masa. Tijekom ručka u školi, otkrije da može proizvoditi i pucati mrežu te da su mu se refleksi bitno povećali. Flash Thompson, školski nasilnik pokušava istući Petera, no Peter, sa svojom novom snagom i refleksima pobjeđuje Flasha. Peter otkriva da ima nadljudsku brzinu, snagu i mogućnost da se prilijepi za površinu te da ima novo čulo s kojim može osjetiti opasnost.
Ignorirajući savjet ujaka Bena " S velikom moći, dolazi i velika odgovornost", Peter planira kupiti automobil kako bi impresionirao Mary Jane. Kasnije sudjeluje u ilegalnom borilačkom turniru kako bi osvojio 3000 dolara koji su pobjedom u turniru obećani. Peter pobjeđuje svog protivnika, no vlasnik ga prijevari te mu odbija isplatiti dobitak. Kada pljačkaš opljačka ured vlasnika, Peter ga pušta da pobjegne s novcem, izvršavajući tako osvetu nad vlasnikovom prijevarom. Nekoliko trenutaka kasnije, Peter saznaje da je ujak Ben ubijen te da su mu ukrali auto. Peter, plačući nad svojim ujakom kreće u potjeru za njegovim ubojicom. Peter ga ubrzo uhvati te saznaje da je to isti čovjek kojeg je pustio da pobjegne s vlasnikovim novcem. Bijesni Peter gurne pljačkaša kroz prozor, ubijajući ga. U međuvremenu, poludjeli Norman prekida vojnički eksperiment Oscorpovih protivnika te ubija nekoliko znanstvenika i generala vojske.
Nakon mature, Peter izrađuje kostim za svoj novi alter-ego Spider-Mana te počinje koristiti svoje nove moći kako bi pomogao ljudima New Yorka, a tako se i iskupio za ubojstvo ujaka Bena. J. Jonah Jameson, vlasnik novinske kompanije, zapošljava Petera kao fotografa, pošto je on jedini koji mu donosi kvalitetne fotografije Spider-Mana.
Kada sazna da ga članovi Oscorpa planiraju otpustiti u prodati mu firmu, Norman izrađuje specijalno odijelo i unaprijeđenu letjelicu, koju kasnije iskoristi kako bi ubio članove Oscorpa koji su ga planirali otpustiti. Jameson je nazvao misterioznog ubojicu "Zeleni Goblin". Tijekom susreta sa Spider-Manom, Zeleni Goblin predlaže Spider-Manu da mu se pridruži u kriminalu, no Spider-Man odbija. Kasnije se bore, što ostavlja Petera ozljeđenim. Na Dan zahvalnosti, May poziva Mary Jane, Harryja i Normana na ručak. Usred ručka, Norman, nakon što je vidio ozljedu na Peterovoj ruci, koju je pridobio u borbi s njim prije nekoliko trenutaka, shvati da je Peter ustvari Spider-Man. Ubrzo nakon što je Norman otišao, Zeleni Goblin tj. Norman napada tetu May, hospitalizirajući je.
Mary Jane priznaje da je zaluđena Spider-Manom, koji ju je spasio dva puta. Pita Petera da li se Spider-Man ikako raspitivao za nju. Harry, koji je u vezi s Mary Jane, ušeta u sobu te ugleda Mary Jane i Petera kako se drže za ruke, zbog čega pretpostavlja kako Mary Jane ima osjećaje prema Peteru. Shrvan, Harry otkriva ocu kako Mary Jane ipak voli Petera te tako nenamjerno otkriva Zelenom Goblinu Spider-Manovu najveću slabost.
Zeleni Goblin ubrzo otima Mary Jane i gondolu prepunu djece. Drži Mary Jane u jednoj ruci dok gondolu drži za konopac u drugoj ruci. Zeleni Goblin daje Spider-Manu izbor između njegove ljubavi Mary Jane, ili gondole prepune nevine djece. Peter uspijeva spasiti i Mary Jane i gondolu, dok gledatelji tj. građani bacaju stvari na Zelenog Goblina. Zeleni Goblin zgrabi Spider-Mana te ga odvodi u napuštenu zgradu gdje ga brutalno prebija. Kada Zeleni Goblin počne govoriti Spider-Manu kako će ubiti Mary Jane nakon što ubije njega, Spider-Man ga nadjačava te baci zid na njega.
Zeleni Goblin ubrzo otkrivije svoj pravi identitet Spider-Manu, što ga ostavlja bez riječi. Moli ga za oprost dok potajno kontrolira letjelicu da ga ubije s leđa. Nakon što osjeti opasnost, Peter se izmiče smrtonosnoj letjelici koja zatim ubije Normana. Kroz svoje posljednje riječi, Norman zamoli Petera da ne kaže Harryju da je on ustvari Zeleni Goblin. Spider-Man odnosi Normanovo tijelo kod njegove kuće. Harry iznenada ulazi u sobu, vidjevši Spider-Mana kako stoji pored očevog beživotnog tijela. Uperi pištolj u njega, no on ubrzo nestaje zajedno s Normanovom opremom.
Na Normanovom sprovodu, Harry se zaklinje kako će jednoga dana ubiti Spider-Mana, kojega krivi za očevo ubojstvo. Govori Peteru kako mu je on sad jedina obitelj koja mu je preostala. Mary Jane priznaje Peteru kako je zaljubljena u njega, no Peter shvaća kako ju mora zaštiti od protivnika njegova drugog života – Spider-Mana te zato mora skriti svoje prave osjećaje prema njoj. Pri odlasku, Peter joj kaže da mogu biti samo prijatelji te se dvoje poljube. Dok Peter odlazi, Peter se prisjeća posljednjih riječi ujaka Bena te prihvaća svoj novi život i odgovornost kao superjunak - Spider-Man.

## Uloge
- Tobey Maguire kao Peter Parker / Spider-Man

Pametan i nadaren, ali društveno sramežljivi samostalni fotograf, koji nakon ugriza pauka dobiva pauku-slične nadljudske moći koje kao maskirani junak Spider-Man koristi za borbu protiv zločina. Maguire je ulogu dobio u srpnju 2000. godine. Bio je Raimijev prvi izbor za ulogu nakon što ga je gledao u filmu The Cider House Rules. Studio je htio da Peterovu ulogu dobije netko tko se na prvu ruku ne dojma kao čovjek od adrenalina, ali Maguire je svojom audicijom uspio impresionirati studio. Glumac je potpisan za cijenu u rasponu od 3 do 4 milijuna dolara, s povećanjem tog istog iznosa s eventualnim nastavcima. Kako bi se pripremio, Maguirea su trenirali razni treneri, a yoga instruktori, ekspert borilačkih vještina i ekspert penjanja, svi kako bi u nekoliko mjeseci poboljšao svoju građu. Maguire je također proučavao paukove kako bi bolje imitirao samo kretanje pauka. Također je bio na posebnoj dijeti. Za ulogu Petera, bili su razmatrani glumci Leonardo DiCaprio, Edward Furlong, Freddie Prinze Jr., Chris Klein, Wes Bentley i Heath Ledger. James Cameron je 1996. godine razmatrao Edwarda Furlonga za ulogu pa se Raimi našalio da "neće moći ni kupiti kartu za projekciju filma." Osim već navedenih, glumci Scott Speedman, Jay Rodan i James Franco također su odradili audiciju za glavnu ulogu. Franco je kasnije dobio ulogu Harryja Osborna.
- Kirsten Dunst kao Mary Jane Watson

Cura u koju je Peter Parker zaljubljen još od ranog djetinjstva. Mary Jane ima nasilnog oca: teži tome da postane glumica, no postaje konobarica u restoranu, što skriva od svoga dečka Harryja. Prije no što je Raimi odabrao Dunst za ulogu, htio je da ulogu tumači Alicia Witt. Dunst je odlučila otići na audiciju nakon što je čula da je Maguire dobio ulogu, jer je mislila kako će film tada imati samostalniji osjećaj. Dunst je dobila ulogu samo mjesec dana prije snimanja.
- Willem Dafoe kao Norman Osborn / Zeleni Goblin

Znanstvenik, inženjer, milijarder, osnivač i vlasnik Oscorpa, koji testira iznimno nestabilnu i opasnu kemikaliju za povećanje ljudskih pefromansi, nakon kojeg poludi te postaje zli Zeleni Goblin. Nesvjestan Spider-Manovog pravog identiteta, ponaša se kao očinska figura Peteru, ignorirajući tako svog pravog sina, Harryja. Dafoe dobio je ulogu u studenom 2000. godine, nakon što su Nicolas Cage, John Malkovich, Christopher Walken i John Travolta odbijeni za ulogu. Dafoe je inzistirao da će on nositi neudobno odijelo na snimanju, jer je osjećao kako kaskader neće moći utjeloviti nepotrebne pokrete tijela lika. Odijelo od 580 dijelova, Dafoe oblačio je i preko pola sata.
- James Franco kao Harry Osborn

Student, Peterov najbolji prijatelj i Normanov sin. Prije no što je dobio ulogu za Harryja Osborna, Franco je i sam pokušao dobiti ulogu Spider-Mana.
- Cliff Robertson kao Ben Parker

Muž May Parker i ujak Petera Parkera, nezaposleni električar koji pokušava pronaći posao. Zabrinut za Peterovu promjenu ponašanja, govori mu važan savjet, prije no što ga pljačkaš ubija kojega Peter nije uspio zaustaviti. Prenio je Peteru životnu poruku - "S velikom moći, dolazi i velika odgovornost."
- Rosemary Harris kao May Parker

Žena Bena Parkera i teta Petera Parkera. Podupire ljubav između Petera i Mary Jane Watson.
- J.K. Simmons kao J. Jonah Jameson

Mrzovoljni i škrti vlasnik novinarske tvrte Daily Bugle, koji prezire Spider-Mana. Odbija vjerovati kako je superheroj te misli kako je ništa nego običan kriminalac. Ipak ima i vedru stranu, plača Peteru za fotografije Spider-Mana, te kasnije odbija reći Zelenom Goblinu identitet fotografa.
- Joe Manganiello kao Flash Thompson

Školski nasilnik koji maltretira Petera, koji ga kasnije pobjeđuje u borbi nakon što je prvi put otkrio svoje nove moći.
- Bill Nunn kao Robbie Robertson

Dragi urednik novina Daily Bugle, koji, za razliku od J. Jonah Jamesona, brine za Petera.
- Michael Papajohn kao pljačkaš

Kriminalac koji pljačka vlasnika ilegalne tučnjave, koji odbija platiti Peteru Parkeru novac koji je pobjedom trebao osvojiti. Vjeruje se da je ubio Bena Parkera te pobjegao s njegovim autom. Umire nakon što ga Peter gurne te pada kroz prozor napuštene zgrade. Ime mu je Dennis Carradine, ali biva neotkriveno sve do trećeg filma.
- Elizabeth Banks kao Betty Brant

Kao što je već viđeno u  Spider-Man stripovima, Betty Brant je J. Jonah Jamesonova sekretarica koja tu i tamo flertuje s Peterom.
- Ron Perkins kao Dr. Mendel Stromm

Znanstvenik u  Oscorpu koji pomaže Normanu Osbornu da testira opasnu i nestabilnu kemikaliju, koja ga kasnije pretvara u ludog Zelenog Goblina koji kasnije ubija Dr. Stromma.
- Randy Savage kao Bone Saw McGraw

Hrvač kojeg Spider-Man pobjeđuje u ilegalnom borilačkom turniru.
Bruce Campbell, dugoročni kolega i prijatelj redatelja Sama Raimija, pojavio se nakratko u filmu kao najavljivač borba na turniru u kojem je Peter sudjelovao. Nekoliko godina kasnije, Jeffrey Henderson, koji je radio na knjizi snimanja za otkazani nastavak Spider-Man 4, objavio je informacije koje su otkrile koji bi se zlikovci pojavljivali u otkazanome filmu. Jednog od tih utjelovio bi Bruce Campbell, a to bi bio zlikovac i "mađioničar" Mysterio. Ted Raimi, glumac te brat Sama Raimija, glumi u maloj ulozi urednika novina, nadimka "Hoffman". Sam Raimi, iza kamere baca kokice na Petera Parkera u trenutku kada ulazi u arenu da se bori protiv Bonesaw McGrawa. Spider-Manov stvoritelj Stan Lee, također se nakratko pojavljuje u filmu, Pita Petera Parkera "bili volio imati ove sunčane naočale? Nošene su u samom X-Men filmu." Ipak, scena je izbačena iz filma te se Lee pojavljuje na dvije sekunde kako spašava djevojčicu od padajućih stijena tijekom borbe između Spider-Mana i Zelenog Goblina na Times Squareu. Pjevačica Macy Gray pojavljuje se kao ona sama. Jedan od kaskadera na filmu je glumac Johnny Tri Nguyen. Robert Kerman, najbolje znan kao glumac u pornografskim filmovima, pojavljuje se nakratko kao vozač šlepera. Lucy Lawless pojavljuje se kao punk rock cura. Tada nepoznata Sara Ramirez pojavljuje se nakratko kao jedna od policajki na mjestu ubojstva ujaka Bena. Još jedna, tada nepoznata glumica Octavia Spencer pojavljuje se cura na ulazu za turnir, koja je protiv ideje da se Peter bori ptovi Bonesaw McGrawa. I komičar Jim Norton, kao vozač kamiona koji jedini iskazuje svoje nezadovoljstvo prema Spider-Manu. Glumica u pozadini Jesse Heiman pojavljuje se kao jedna od gledateljica školske tučnjave između Petera i Flasha. Glumac Hugh Jackman, poznat kao Wolverine iz X-Mena, također se trebao nakratko pojaviti u filmu, no Wolverinov kostim nije se mogao pronaći pa je ideja propala. Novelizacija samog filma Spider-Man navodi da Liz Allan, djevojku iz stripova o Spider-Manu utjelovljuje Sally Livingstone.

## Produkcija

### Razvoj
U travnju 1999. godine, iako su se Sony Pictures primarno zanimali za  Metro-Goldwyn-Mayerove scenarije, trebali su se koristiti takozvani "Cameronovi materijali," tj. scenariji sastavljani od više inačica i knjiga snimanja od četrdeset pet strana, čije su zasluge pripale samo Jamesu Cameronu. Studio je objavio kako neće zaposliti Camerona da režira film niti će koristiti njegov materijal. Studio je objavio kako bi potencijalni redatelji filma mogli biti Roland Emmerich, Tony Scott, Chris Columbus, Ang Lee, David Fincher, Jan de Bont i M. Night Shyamalan. Fincher nije htio da se film bazira na Spider-Manovoj priči o osnutku, jer je mislio kako je priča previše bazirana na filmu The Night Gwen Stacy Died, ali studio se nije složio. Sam Raimi zaposlen je kao redatelj filma u siječnju 2000. godine, za ljetnu objavu filma 2001. godine. U mladosti, Sam Raimi je bio veliki obožavatelj istoimenog stripa, te mu je strast prema Spider-Manu osigurala posao.
Cameronov rad postao je uzor na Davidovu Koeppovu prvu skicu scenarija, skoro od riječi do riječi. Cameronove verzije Marvelovih zlikovaca Elektra i Pješčanog ostali su antagonisti filma. Koeppovov prerad nadomjestio je Zelenog Goblina kao glavnog antagonista i dodao Doktora Hobotnicu kao sekundarnog antagonista. Raimi je osjetio kako bi Zeleni Goblin i surogatna veza oca i sina između Normana Osborna i Petera Parkera bila zanimljivija, prema tome, izbacio je Doktora Hobotnicu iz filma. U lipnju, Columbia Pictures zaposlili su Scotta Rosenberga da doradi Koeppov materijal. Jedina stvar koja je bila stalna u svim inačicama scenarija je "organski ispaljivač mreže" tj. Spider-Manova mogućnost da puca mrežu iz tijela, a ne pomoću naprava. Raimi nije vjerovao u napravu koja ispaljuje paukovu mrežu.
Rosenberg je izbacio Doktora Hobotnicu i dodao još nekoliko akcijskih sekvenca u scenarij Raimi je osjetio kako bi dodavanje treće priče o osnutku zakompliciralo film. Sekvence koje su bile uklonjene iz konačnog filma sadržavale su Spider-Mana kako štiti Maximiliana Fargasa, izvršnog direktora Oscorpa u invalidskim kolicima, od Goblina, te Spider-Mana kako spašava vlak pun talaca. Kako se produkcija približavala, producentica Laura Ziskin zaposlila je svog muža, nagrađivanog pisca Alvina Sargenta, da uredi dijaloge, primarno između Petera i Mary Jane. Columbia Pictures dao je popis četiri pisaca koji su radili na scenariju konačnog Spider-Man fila: Rosenberg, Sargent i James Cameron, od kojih su se sva trojica dobrovoljno odrekli zasluga, i Koepp.

### Snimanje
S konačnom glumačkom postavom filma Spider-Man, snimanje je zakazano za studeni u New Yorku te na Sonyjevim setovima. Film je zakazan za objavu sljedeće godine, ali je s vremenom objava odgođena sve do 3. svibnja, 2002. godine. Snimanje je službeno započelo 8. siječnja 2001. godine u Culver Cityju, Kalifornija. Nakon terorističkih napada 11. rujna 2001., određene scene su ponovno snimljene, te je Svjetski trgovački centar digitalno uklonjen iz dijelova filma, fotografija i promotivnih plakata. Sonyjeva Stage 29 korišten je za Peterov Forest Hills dom, te je Stage 27 korišten za borilačku scenu u kojoj Peter pobjeđuje Bonesaw McGrawa (Randy Savage). Stage 27 također je korišten za scenu na Times Squareu u kojoj se Spider-Man i Zeleni Goblin bore po prvi put, gdje je balkon sagrađen. Scena je također zahtijevala snimanje u Downeyju, Kalifornija. Dana 6. ožujka, 45-godišnji građevinski radnik Tim Holcombe ubijen je kada se viljuškar, modificiran kao konstrukcijska dizalica srušio na njega. Sud je novčano kaznio Sony za 58.805 dolara.
Lokacije na kojima je snimano u Los Angelesu uključuju Prirodoslovni muzej Los Angelesa (Laboratorij Columbia Sveučilišta gdje Petera ugriza pauk), Pacific Electricity Building (za Daily Bugle urede) i Greystone Mansion (za unutarnji dom Normana Osborna). U travnju, četiri Spider-Man kostima su bila ukradena, te je Sony nudio nagradu od 25.000 dolara za njihov povratak. Kostimi su pronađeni 18 mjeseci nakon nestanka te su bivši sigurnosni čuvar studia i njegov saučesnik uhićeni. Produkcija je premještena u New York na dva tjedna, na mjesta kao što most Queensboro, vanjština Columbia Sveučilišta i njihove knjižnice te javne New York knjižnice, kao i vrt na krovu Rockefeller centra. Ekipa se vratila u Los Angeles kada su snimanja i produkcija završila u lipnju. Zgrada Flatiron korištena je kao zgrada za Daily Bugle.

### Dizajn
Prije nego što su raspravo o izgledu filmskog kostima, prvobitna maska za Zelenog Goblina bila je robot, kojeg su stvorili Amalgamated Dynamics. Dizajni su bili mnogo više slični kao onima u stripu no što su konačni dizajni bili, i emocije nosača bile su vidljive. Na kraju, maska je izbačena prije no što je glumac za Zelenog Goblina uopće odabran, te je statična maska zamijenila robotsku masku.
Iako su završili odani stripovima, mnogo dizajna za Spider-Manov kostim bilo je napravljeno: jedan koncept kostimografa Jamesa Achesona osvrtao se na ideju da crveni amblem prekriva crni kostim. Drugi, koji je eventualno doveo do konačnog kostima, imao je uvećani logotip Spider-Mana na prsima i crvene pruge oko nogu kostima. Da se Spider-Manov kostim napravi, Maguire morao je prije njega obući još jedan kostim, trebao je biti prekriven supstancama kako bi se postigao Spider-Manov oblik tijela. Kostim je dizajniran od glave do vrata kao jedan dio, s maskom kao drugim dijelom. Nosač maske nosio je još jednu ispod glavne, onu koja je oblikovala glavu bolje te u isto vrijeme bila udobna za njezina nosača. Za scene u kojima bi skinuo masku, postojao je još jedan kostim koji je bio dizajniran samo za takve scene. Tkanina, koja je naglašavala kostim, digitalno je izbrisana iz filma. Oči na maski dizajnirane su kao zrcalo.

### Vizualni efekti
Nadglednik vizualnih efekata John Dykstra, zaposlen je da producira vizualne efekte filma u svibnju 2000. godine. Uvjerio je Raimia da velika većina vratolomija bude kompjuterski obrađena, pošto bi bile nemoguće za izvesti. Raimi je više koristio tradicionalne specijalne efekte u svojim prijašnjim filmovima, te tvrdi kako naučio mnogo o korištenju računala tijekom snimanja. Raimi je mnogo radio kako bi isplanirao scene u kojima se Spider-Man njiše za zgrade, koje je opisao kao "balet na nebu." Složenost takvih scena, značilo je da bi se budžet za scene kretao između 70 milijuna do otprilike 100 milijuna dolara. Snimke su napravljene na teži način, zbog drugačijih boja kostima likova, pa su tako Spider-Man i Zeleni Goblin morali biti snimljeni odvojeno za specijalne efekte: Spider-Man je snimljen iza zelenog ekrana, dok je Zeleni Goblin smimljen iza plavog ekrana. Da su se dva lika snimala zajedno, rezultiralo bi u brisanju jednog lika iz cijele snimke.
Dykstra je izjavio kako je najteži dio stvaranja Spider-Mana bio karakterizacija lika, pošto je mnogo iste bilo izgubljeno jer je sam lik maskiran. Bez konteksta očiju i usta, govor tijela je govorio veliku većinu emocije kod maskiranog Spider-Mana. Raimi je htio prenijeti suštinu Spider-Mana kao, "tranziciju koja se pojavljuje između njega kao mladića koji prolazi kroz pubertet i njega kao superjunaka." Dykstra je rekao kako njegova ekipa animatora nikad nije dostigla takvu profinjenost da naprave Spider-Mana da izgleda kao ljudsko biće. Kada je kompjuterski generirani lik pokazan dvojici direktora studija, vjerovali su kako to zapravo Maguire izvodi vratolomije. U dodatku, Dykstraova ekipa morala je izraditi mjesta New Yorka i zamijeniti svaki auto s digitalnim modelom. Raimi nije htio da cijeli film izgleda kao animacija, pa nijedna scena u filmu nije 100% kompjuterski animirana.

## Kino distribucija
Nakon terorističkih napada 11. rujna 2001. godine u Sjedinjenim Američkim Državama, Sony je morao povući promotivne plakate koji su prikazivali odraz New York zgrada u Spider-Manovim očima (koje ukljućuju srušeni Svjetski trgovački centar). Prvi promotivni trailer filma, objavljen 2001. godine koji je prikazan prije filmova Atlantis: The Lost Empire, Američka pita 2, Final Fantasy: The Spirits Within, Planet majmuna, i Jurski park 3, a sadržavao je kratku priču filma, u kojoj grupa pljačkaša bježe u Eurocopter AS355 Twin Squirrel helikopteru, kojega zaustavlja, što isprva izgleda kao konopac, veliko paukovo gnijezdo tj. mreža koja je ispletena između Svjetskog trgovačkog centra. Prema Sonyju, trailer nije sadržavao nijednu scenu iz konačnog filma pa je stoga jedan od najpopularnijih "Special Shoot" trailera još od filma Terminator 2: Sudnji dan. Trailer i promotivni posteri povučeni su nakon napada, ali mogu se pronaći na internetu kao na primjer na YouTubeu.
Prije objave filma u Engleskoj u lipnju 2002. godine, britanski odbor za klasifikaciju filmova dao je filmu certifikat za "12" godina. Zbog Spider-Manove popularnosti kod mlađe djece, ovo je izazvalo mnogo polemike. Britanski odbor za klasifikaciju filmova branio je svoju odluku, govoreći kako je film mogao dobiti i certfikiat za "15" godina. Unatoč ovome, neke su države dali filmu certifikat "PG" tj. za djecu preko 8 godina s nadzorom roditelja, a neke i certifikat "PG-12". Sjedinjene Američke Države dale su filmu certifikat "PG-13" zbog "nasilja i akcije". Krajem kolovoza, britanski odbor za klasifikaciju filmova promijenio certifikat zbog čega je Sony trebao ponovno objaviti film u Engleskoj.

## Kritike

### Rezultati zarade
Spider-Man je postao prvi film u povijesti koji je zaradio preko 100 milijuna dolara u jednom vikendu, čak i kod prilagođavanja za inflaciju, s ukupno 114,844.116 dolara u prvom vikendu objave. Zarada je nadmašila prijašnjeg rekordera, film Harry Potter i Kamen mudraca koji je u prvom vikendu zaradio 90 milijuna dolara; zbog ovoga, Rick Lyman iz The New York Timesa napisao je da, "iako su direktori industrije očekivali veliku zaradu u prvom vikendu, zbog relativno niske konkurencije, i zbog zainteresiranosti ljudi iz svih grupnih skupina, no nitko nije mogao predvidjeti da će Spider-Man nadmašiti legendarnog Harryija Pottera."
Film je također nadmašio prekretnicu, zaradivši više 100 milijuna dolara u tri dana, što je u to vrijeme bio rekordan iznos u jednom vikendu. U prvom vikendu, film je zaradio 31,769 dolara po jednom kinu, što je u to vrijeme, Box Office Mojo izjavio bio "najveća zarada po kinu filma objavljenog po cijelom svijetu." Filmov rekord od tri dana, četiri godine kasnije nadmašio je film Pirati s Kariba: Mrtvačeva škrinja. Zarada od 114.8 milijuna dolara u prvom vikendu bila je najviša u Sjevernoj Americi, sve dok rekord nije nadmašio film objavljen osam godina kasnije, Alisa u zemlji čudesa.
S objavom filma u Sjedinjenim Američkim Državama i Kanadi 3. svibnja 2002. na 7,500 ekrana u 3,615 kina, film je zaradio 39,406.872 dolara u prvom danu objave, s prosjekom od 10,901 dolara po kinu. Bila je to najveća zarada za film u prvom danu objave, sve dok ga nije nadmašio vlastiti nastavak Spider-Man 2 sa zaradom od 40.4 milijuna u 2004. godini. Spider-Man je također držao rekord najveće zarede u drugom danu objave, s vrtoglavih 43,622.264 dolara, rekord je kasnije nadmašio animirani film Shrek 2 iz 2004. godine. U nedjelju prvog vikenda filma, zaradio je dodatnih 31,814.980 dolara, koji i dan danas drži rekord za najveću zaradu filma u nedjelju.
Film je ostao na najvećoj poziciji i tijekom drugog vikenda prikazivanja, dok je zarada pala samo 38% koja je na kraju drugog vikenda bila 71,417.527 dolara, s prosjekom od 19,755.89 dolara po kinu. U to vrijeme, bila je to najveća zarada u drugom vikendu prikazivanja filma. Tijekom drugog vikenda prikazivanja, film je prošao granicu od 200 milijuna dolara na deveti dan prikazivanja, što je također bio rekord u to vrijeme. Na kraju drugog vikenda, film je u deset dana zaradio ukupno 223,040.031 dolara.
Film je pao na drugo mjesto tijekom trećeg vikenda prikazivanja, s prvim mjestom koje je zauzeo film Zvjezdani ratovi II: Klonovi napadaju, ali svejedno zaradio 45,036.912 dolara, s padom zarade od samo 37%, s prosjekom od 12,458 dolara po kinu, s ukupnom zaradom u sedamnaest dana od 285,573.668 dolara. Također je postavio rekord zarade u trećem vikendu,, kojeg je prvo nadmašio film Avatar iz 2009. godine. Pao je na drugo mjesto u četvrtom vikendu prikazivanja, u kojem je zaradio 35,814.844 dolara te je zarada pala za 21% dok se prikazivao u 3,876 kina, s prosjekom od 9,240 po kinu. Kroz dvadeset pet dana prikazivanja, film je ukupno zaradio 333,641.492 dolara. S ukupnom zaradom, Spider-Man postao je film s najvećom zaradom iz 2002. godine, s iznosom od 403,706.375 dolara u Sjedinjenim Američkim Državama i Kanadi, nadmašivajući tako filmoveGospodar prstenova: Dvije kule i Zvjezdani ratovi II: Klonovi napadaju.
Spider-Man je na ljestvici trenutno 29. film s najvećom zaradom u Sjedinjenim Američkim Državama i Kanadi. Film je također zaradio 418,002.176 dolara iz svjetskih kina, što, zajedno s zaradom iz Sjedinjenih Američkih Država i Kanada daje ukupnu zaradu od 821,708.551 dolara, čime je treći film iz 2002. godine s najvećom zaradom, iza filmova Gospodar prstenova: Dvije kule i Harry Potter i Odaja tajni. Film je 58. film s najvećom svjetskom zaradom u povijesti kinematografije. Film je prodao oko 69,484.700 karata u Sjedinjenim Američkim Državama Držao je rekord za najveću prodaju karata filma baziranim na stripovskom junaku, sve dok ga Vitez tame 2008. godine nije nadmašio. Kasnije je i taj film preteknut od ostalih filmova baziranim na Marvel superjunacima. Film je još uvijek je na petom mjestu po prodaji karata baziran na strip junaku. Samo su filmovi Osvetnici: Rat beskonačnosti, Vitez tame, Black Panther i Osvetnici prodali više karate nego Spider-Man. Spider-Man je bio film s najvećom zaradom baziran na priči o osnutku superjunaka, rekord kojeg je nakon petnaest godina nadmašio film Wonder Woman iz 2017. godine. Film je na osmom mjestu po zaradi za filmove koji su bazirani na stripovskom junaku.
Zarade po državama, s dodatnih 10 milijuna dolara, uključuju: Australija ($16.9 milijuna), Brazil ($17.4 milijuna), Francuska, Alžir, Monako, Maroko i Tunis ($32.9 milijuna), Njemačka ($30.7 milijuna), Italija ($20.8 milijuna), Japan ($56.2 milijuna), Meksiko ($31.2 milijuna), Južna Koreja ($16.98 milijuna), Španjolska ($23.7 milijuna), i Ujedinjeno Kraljevstvo, Irska i Malta ($45.8 milijuna).
Spider-Man je postao film baziran na strip superjunaku s najvećom zaradom, i u zemlji podrijetla i svjetski. Zaradu u zemlji podrijetla nadmašio jeVitez tame iz 2008. godine, a svjetsku zaradu nadmašio je Spider-Man 3 iz 2007. godine.

### Recenzije
Na popularnoj web stranici Rotten Tomatoes film Spider-Man na temelju 239 kritika ima ukupan postotak tj. ocjenu od 90% uz prosječnu ocjenu 7.7/10. Tako jedna kritika kaže da, "Spider-Man, ne samo da sadrži veliku dozu njihanja s mrežom, također ima i srce, zahvaljujući spojenim šarmovima redatelja Sama Raimia i glumca Tobeyja Maguirea." Na drugoj web stranici Metacritic, film na temelju 37 kritika ima prosječnu ocjenu 73 od 100, što ukazuje na "uglavnom pozitivne kritike". Publika web stranice CinemaScore dala je filmu prosječnu ocjenu "A–" na "A+ do F" ljestvici.
Glumačka postava, pogotovo Tobey Maguire, Willem Dafoe i J.K. Simmons, je često hvaljena kao najbolja točka filma. Eric Harrison, kritičar Houston Chroniclea, bio je u početku skeptičan u vezi Maguirea kao Petera, ali nakon što je pogledao film, izjavio je da, "unutar nekoliko sekundi, postaje teško zamisliti bilo koga drugog u ulozi Petera Parkera tj. Spider-Mana." Kritičar USA Todaya, Mike Clark vjerovao je kako se Maguire kao Spider-Man mogao usporediti kao Christopher Reeve kao Superman u istoimenom filmu iz 1978. godine. Owen Gleiberman, kritičar Entertainment Weeklyja, imao je miješane osjećaje u vezi glumačke postave, naročite Tobeyja Maguirea. Napisao je da "Maguire, iako pobjeđuje tko god da je, nikad ne dobije pravu priliku da prikaže dvije strane Spidey dječaka i muškarca, da bude romantik i osvetnik u isto vrijeme." Kritičar The Hollywood Reportera Kirk Honeycutt mislio je kako je, "mašta redatelja odradila pretjerano dobar posao, od mrežanostog uvoda do naopakog poljupca Spider-Mana i Mary Jane te njenog spašavanja pa do teškog emocijonalnog udarca kada ju mora odbiti na kraju filma."
Obrnuto svim ovim kritikama, kritičarka LA Weeklyja Manohla Dargis je napisala da, "to nije taj Spider-Man koji je pogodan za dugometražni film; stvar je u tome da nije naročito zanimljiv, pa ni animiran." Roger Ebert dao je filmu dvije i pol od četiri zvjezdice jer je smatrao kako filmu nedostaje akcijskih scena; "Uzmimo u obzir scenu u kojoj Spider-Man mora odlučiti hoće li spasiti Mary Jane ili gondolu punu nedužne djece. Pokuša spasiti oboje, tako da se objesi za mrežu koja izgleda da će puknuti svakog trena. Prikazi ovdje mogu davati dojam da odluke teže same za sebe, ali umjesto ova se scena čini kao scena dodana samo da bude tu." Stilski, bilo je mnogo negativnih kritika u vezi kostima Zelenog Goblina, što je dovelo Richarda Georgea da godinama kasnije napiše, "Ne kažem da je kostim iz stripa nešto izrazito dobar ni poseban, ali kostim (naročito glava) izSpider-Maan je skoro smiješno loša... Ne samo da nije strašna, također maskira i emocije."
Entertainment Weekly stavili su "poljubac iz Spider-Mana" na njihovu njihovu ljestvicu, uz komentar, "Postoji linija između romantike i smijeha. Naopaki i mokri poljubac Spider-Mana i Mary Jane iz 2002. godine predstavlja tu liniju. Razlog zašto je to upalilo? Čak i ako je posumnjala da je on Peter Parker, nije htjela saznati. I to je seksi." Empire magazin stavio je Spider-Mana na 437. mjesto na njihovoj 500 najboljih filmova ikada ljestvici.

### Nagrade
Film je osvojio nekoliko nagrada, od Teen Choice Awards do Nagrade Saturn te je također nominiran za Oscara (najbolje vizualne efekte i najbolji zvuk (Kevin O'Connell, Greg P. Russell i Ed Novick), ali izgubio je od filmova The Lord of the Rings: The Two Towers i Chicago. Dok je samo Danny Elfman odnio Nagradu Saturn, Raimi, Maguire, i Dunst bili su nominirani za svoje poštovane uloge. Film je dobio Nagradu People's Choice za "Omiljeni film." Film je također nominiran za omiljeni film Nagrade Nickelodeon Kids' Choice, ali je izgubio od filma Austin Powers in Goldmember.
| Nagrada                            | Dan ceremonije      | Kategorija                                                             | Primatelji i kandidati                                                        | Ishod      |
| ---------------------------------- | ------------------- | ---------------------------------------------------------------------- | ----------------------------------------------------------------------------- | ---------- |
| Oskar                              | 23. ožujka 2003.    | Najbolji zvuk                                                          | Kevin O'Connell, Greg P. Russell i Ed Novick                                  | Nominacija |
| Oskar                              | 23. ožujka 2003.    | najbolji vizualni efekti                                               | John Dykstra, Scott Stokdyk, Anthony LaMolinara i John Frazier                | Nominacija |
| Broadcast Music, Inc.              | 14. svibnja 2003.   | Nagrada BMI Film Music                                                 | Danny Elfman                                                                  | Osvojeno   |
| Filmske nagrade BAFTA              | 23. veljače 2003.   | Najbolji uspjeh u specijalnim vizualnim efektima                       | John Dykstra, Scott Stokdyk, Anthony LaMolinara i John Frazier                | Nominacija |
| Broadcast Film Critics Association | 17. siječnja 2003.  | Najbolja pjesma                                                        | Chad Kroeger ("Hero")                                                         | Nominacija |
| Nagrada Empire                     | 5. veljače 2003.    | Najbolja glumica                                                       | Kirsten Dunst                                                                 | Osvojeno   |
| Golden Trailer Awards              | 14. ožujka 2002.    | Najbolja akcija                                                        | Spider-Man                                                                    | Nominacija |
| Golden Trailer Awards              | 14. ožujka 2002.    | Najbolja glazba                                                        | Spider-Man                                                                    | Nominacija |
| Golden Trailer Awards              | 14. ožujka 2002.    | Najbolje od serija                                                     | Spider-Man                                                                    | Nominacija |
| Golden Trailer Awards              | 14. ožujka 2002.    | Najbolja sinkronizacija                                                | Spider-Man                                                                    | Osvojeno   |
| Nagrada Grammy                     | 23. veljače 2003.   | Najbolja filmska glazba za film, televiziju ili druge vizualne medije  | Danny Elfman                                                                  | Nominacija |
| Nagrada Grammy                     | 23. veljače 2003.   | Najbolja pjesma napisana za film, televiziju ili druge vizualne medije | Chad Kroeger ("Hero")                                                         | Nominacija |
| Nagrada Hugo                       | 30. kolovoza 2003.  | Najbolja dramska prezentacija                                          | Spider-Man                                                                    | Nominacija |
| MTV filmska nagrada                | 31. svibnja 2003.   | Najbolje izvedena ženska uloga                                         | Kirsten Dunst                                                                 | Osvojeno   |
| MTV filmska nagrada                | 31. svibnja 2003.   | Najbolji poljubac                                                      | Kirsten Dunst i Tobey Maguire                                                 | Osvojeno   |
| MTV filmska nagrada                | 31. svibnja 2003.   | Najbolje izvedena muška uloga                                          | Tobey Maguire                                                                 | Nominacija |
| MTV filmska nagrada                | 31. svibnja 2003.   | Najbolji film                                                          | Spider-Man                                                                    | Nominacija |
| MTV filmska nagrada                | 31. svibnja 2003.   | Najbolji zlikovac                                                      | Willem Dafoe                                                                  | Nominacija |
| Nagrada People's Choice            | 12. siječnja 2003.  | Omiljeni film                                                          | Spider-Man                                                                    | Nominacija |
| Nagrada Satellite                  | 12. siječnja 2003.  | Najbolja filmska montaža                                               | Eric Zumbrunnen                                                               | Nominacija |
| Nagrada Satellite                  | 12. siječnja 2003.  | Najbolji vizualni efekti                                               | John Dykstra                                                                  | Nominacija |
| Nagrada Saturn                     | 18. svibnja 2003.   | Najbolji fantastični film                                              | Spider-Man                                                                    | Nominacija |
| Nagrada Saturn                     | 18. svibnja 2003.   | Najbolji glumac                                                        | Tobey Maguire                                                                 | Nominacija |
| Nagrada Saturn                     | 18. svibnja 2003.   | Najbolja glumica                                                       | Kirsten Dunst                                                                 | Nominacija |
| Nagrada Saturn                     | 18. svibnja 2003.   | Najbolji redatelj                                                      | Sam Raimi                                                                     | Nominacija |
| Nagrada Saturn                     | 18. svibnja 2003.   | Najbolja glazba                                                        | Danny Elfman                                                                  | Osvojeno   |
| Nagrada Saturn                     | 18. svibnja 2003.   | Najbolji specijalni efekti                                             | John Dykstra, Scott Stokdyk, Anthony LaMolinara i John Frazier                | Nominacija |
| Nagrada World Soundtrack           | 19. listopada 2002. | Najbolja originalna glazba godine – orkestralna                        | Danny Elfman                                                                  | Nominacija |
| Nagrad World Stunt                 | 1. lipnja 2003.     | Najbolja borba                                                         | Chris Daniels, Zach Hudson, Kim Kahana Jr., Johnny Nguyen i Mark Aaron Wagner | Nominacija |
| Nagrada Young Artist               | 19. ožujka 2003.    | Najbolji obiteljski film - fantastični                                 | Spider-Man                                                                    | Nominacija |

## Nastavci
U siječnju 2003. godine, Sony je objavio da je nastavak Spider-Man u razvoju, te da će ga producirati i režirati Sam Raimi. Dana 15. ožujka 2003. godine, trailer filma otkrio je da će, Spider-Man 2, biti objavljen 30. lipnja 2004. godine. Spider-Man 3, drugi nastavak Spider-Mana i konačan film u serijalu redatelja Sama Raimija, objavljen je 4. svibnja 2007. godine. Spider-Man: Nova animirana serija alternativni je nastavak prvog filma, koji nema nikakve veze sa Spider-Manom 2 i Spider-Manom 3.

## Kućne objave
Spider-Man je objavljen na DVD-u i VHS-u dana 1. studenog 2002. godine. Blu-ray izdanje objavljeno je 5. srpnja 2011. godine. Spider-Man je također dio Spider-Man Legacy Collection, koji sadrži pet Spider-Man filmova u 4K UHD Blu-ray izdanju, koji je objavljen 17. listopada 2017. godine.
Filmova prava na prikazivanje u Americi (Fox, TBS/TNT) su prodana za 60 milijuna dolara. Ukupna prodaja igračaka baziranim na filmu iznosila je 109 milijuna dolara. Američka DVD izdanja do srpnja 2004. godine zaradila su 338.8 milijuna dolara. Američka VHS izdanja do srpnja 2004. godine zaradila su 89.2 milijuna dolara. Od 2006. godine, film je, uključujući zaradu od objave i prodaje kućnih izdanja, igračaka, igrica itd. zaradio 1.5 milijardi dolara.

## Vanjske poveznice
- Službena web stranica  Arhivirana inačica izvorne stranice od 12. svibnja 2010. (Wayback Machine)
- Spider-Man u internetskoj bazi filmova IMDb-a
- Spider-Man na Box Office Mojo
- Spider-Man na Rotten Tomatoes

### Sestrinski projekti
|  | Zajednički poslužitelj ima još gradiva o temi Spider-Man |